# 問題ないね!?ヒデユキくん
『問題ないね!?ヒデユキくん』は、ちば・ぢろう（千葉治郎、執筆当時は滝沢ひろゆき 、のち改名）作の漫画。1992年にコミックジャスティス（ライダーコミック増刊、編集:コミックハウス/出版:富士美出版）に第6話まで連載。掲載誌休刊に伴い未完であったが、1995年に松文館より発行された単行本にて6話後半から66ページ分の加筆が為されて完結した。後にぶんか社からも単行本が出版されているが、こちらの版では加筆分の一部が削られている。松文館版、ぶんか社版ともに全1巻。2020年10月にはグループゼロより電子書籍版が全3巻（内容的には松文館版を3冊に分冊）で発売されている。
お笑いの要素を交えながら「ジェンダー」の問題を真正面から取り上げた異色作。

## 物語
主人公、頸城（くびき）ヒデユキは高校1年生でラグビー部で活躍中。八木沢アイ子（やぎさわあいこ）という飛び切り可愛いガールフレンドも出来たばかり。幸福の絶頂にある時彼は突然倒れ入院する。そして、彼の体は女性に変化してしまう。彼は「女性仮性半陰陽」という体質で、本来女性であるはずが、ホルモンの関係で男性の外見で生まれてしまい、16歳で女性ホルモンが活発になり、本来の女性の肉体になってしまったということを聞かされる。自分は男だと主張しラグビーを続ける。
ヒデユキの前に出雲崎（いずもざき）ひかるという女生徒が現れる。彼女はヒデユキの担当医師の娘なので事情をすべて知っている。彼女は、ヒデユキをデートに誘い、そこで「ジェンダー」の話をする。彼女によれば、ジェンダーとは「肉体の性」に対する「心の性」のことで、体は女でも心（脳）は男の場合がある、そして自分の心は男で、ヒデユキも同じだと告げる。
女として生きるか、女の体を持った男として生きるか。大きな悩みを抱えながらも、目の前の問題として女性化した体を隠しながら学校生活を続けるヒデユキ。しかし、ラグビー部合宿のとき、深夜に海辺で上半身裸になって水浴びをしていたところを見られてしまい、ついにアイ子や皆にばれてしまう。学校中パニックになり、ラグビー部員との関係もギクシャクした結果、予選も敗退。女とプレーできないとも言われて、「何もかも失ってしまった」と泣き崩れるヒデユキ。しかし、それでもヒデユキは女の体を持ちながら、自分の心に正直に生きる決心をしてラグビー部復帰を申し出る。その姿を見て、他の生徒にもヒデユキを理解し、支援しようとする動きが現れてきた。
2年後、ヒデユキはキャプテンとして花園ラグビー場に立つ。

## 松文館版のラスト
この版ではヒデユキの花園出場から数年後を描いた「Q8.それから」があった（ぶんか社版では削られている）。
ヒデユキは働きながら娘（父親は不明）を育てている。アイ子は和彦と結婚して妊娠中、ヒデユキの留守中は娘を預かっている。
松野翔子とも付き合いは続いている。出雲崎ひかるは女優に、相変わらず「心の男」を堅持している模様。かなりの賞を取っており人気は上々。

## 登場人物
頸城 ヒデユキ（くびき ひでゆき）
主人公。北高ラグビー部に所属する高校生。1年生ながら部内でもトップレベルのラガーマンだが、男らしさの欠片もない華奢な体がコンプレックス。ポジションはスクラムハーフ。
八木沢 アイ子（やぎざわ あいこ）
ヒデユキの彼女。けっこう度を越したレベルの占い好きで、事あるごとにゲンを担いだ行動をとる。ヒデユキを追ってひかるに負けじとラグビー部のマネージャーになるが、夏合宿でヒデユキの秘密を知ってしまう。ショックを受けるが、それ以上に自身が勝手に期待していた面も自覚するなどヒデユキを理解し味方となる。
星刈 正王（ほしかり まさお）
ヒデユキの主治医で大学教授。とても濃い人だが、患者と医療に関しては真摯で受け持った患者の多くから慕われ、個人的なゼミも催している。「歌うドクトル」とも呼ばれる有名人で、CDや写真集も出している（ラグビー部員も名前を知っていた）。
出雲崎 ひかる（いづもざき ひかる）
キャプテンの幼馴染で新任のコーチ兼マネージャー。幼少時から男の遊びにしか興味を持たず、本人は自分は「（少なくとも精神的には）男」だと言い張っている。中学時には女子サッカーで全国大会に出場し、代表クラブチームにも選ばれた経験があり、全国レベルのトレーニング法を熟知しているため以前からキャプテンに頼まれていたのと後述の続柄からヒデユキに興味を持つ。ヒデユキをサポートはするが、「男として育ちながら身体は女となった」ヒデユキの選ぶ道を見届けたいと考えている。
女子生徒からは「ヅモさま」と呼ばれる人気者。但し本人はその呼び方で呼ばれるのを嫌っている。「出雲崎」は母方の姓で、星刈教授の実娘。
関川 和彦（せきがわ かずひこ）
幼稚園からの付き合いがあるヒデユキの幼馴染。日に日に女性化が進むヒデユキにときめいたりして「自分はキャプテンと同類なのか」と、かなり苦悩するが、ヒデユキのカミングアウト・部活復帰後にはふっきれたらしく、キャプテンやラグビー部有志と共にヒデユキに不埒な真似をしようとする者たちを成敗するチーム「ラブリーヒデユキガーディアンズ」を結成する。
キャプテン
北高ラグビー部部長。本名不明。ひかるからは「タカ坊」呼ばれている。男色の気があるが、部の存続と強化を考えているなど当人はいたって好人物。2年後の大会では他のラグビー部OBと共に観客席から応援していた。
ラグビー部員
北高ラグビー部メンバー。キャプテンにヒデユキと和彦を足しても16人しかいない。それなりに熱血で実力も高いのだが、地道な練習を嫌う欠点がある。ひかるからは「基礎さえ積めば花園を狙えるのに」と呆れられている。
頸城 由加理（くびき ゆかり）
ヒデユキの実姉。実は女の子が好きな人。
ヒデユキの父
本名不明。登場したのは1話-3話のみだが、2話における星刈との面談時に15年に渡って成長を見守って来た「息子」を信頼している様を見せた。妻に先立たれているが、機会があれば2人の馴れ初めを語り出すなど、その思いは薄れていない。
松野 翔子（まつの しょうこ）
出版社に勤務する雑誌編集者。実はヒデユキと同じ仮性女性半陰陽で中学2年までは「泰三（たいぞう）」と言う名前の男の子だった。周囲の男子との違いに悩んだ末に病院に赴くが、散々たらい回しにされた結果たどり着いた星刈の診療を受ける。その後、見た目も女性らしい身体になる手術を受けたのち、父親の単身赴任先に転校。名前も変えて暮らすことを選んだ。
思春期を迎えてから女性の現実を目の当たりにしたことで若干の女性不信となるが、現在は酒の席のタネにする程度には吹っ切れている。